# 院垈駅
院垈駅（ウォンデえき）は、大韓民国大邱広域市西区にある大邱交通公社（DTRO）3号線の駅である。駅番号は325。

## 駅構造
相対式ホーム2面2線の高架駅。
のりば
※のりば番号の設定は無し。
| 上り | ●大邱都市鉄道3号線 | 八達市場・万坪・漆谷慶大病院方面 |
| 下り | ●大邱都市鉄道3号線 | 北区庁・達城公園・龍池方面       |

## 駅周辺
- KEBハナ銀行
- 院垈洞住民センター

## 歴史
- 2015年4月23日: 3号線の開業とともに開業。

## 隣の駅
大邱交通公社
●3号線
八達市場駅 (324) - 院垈駅 (325) - 北区庁駅 (326)